# Ситово (Тульская область)
Ситово — село в Каменском районе Тульской области России. 
В рамках административно-территориального устройства является центром Ситовского сельского округа Каменского района, в рамках организации местного самоуправления включается в Архангельское сельское поселение.

## География
Расположено на реке Ситовая Меча, в 12 км к северо-востоку от райцентра, села Архангельское, и в 96 км к югу от областного центра, г. Тулы. 

## Население
| 2002 | 2010 |
| ---- | ---- |
| 376  | ↘339 |